# Ibis calb
L'ibis calb (Geronticus calvus) és una espècie d'ocell de cames llargues de la família dels tresquiornítids (Threskiornithidae) que habita penya-segats i congosts a les terres altes de Sud-àfrica, a les zones orientals de la província de Transvaal, l'Estat Lliure d'Orange i la Província del Cap, a més de Lesotho.